# Порта Пинчиана
Порта Пинчиана (итал. Porta Pinciana) — ворота, часть стены Аврелиана, окружавшей античный Рим. Ныне через эти ворота осуществляется южный вход с улицы Виа Витторио-Венето в сады Виллы Боргезе.
Ворота названы по имени семьи Пинчио, которая проживала в IV веке н. э. на одноимённом римском холме. В разные периоды ворота также имели названия: Porta Turata («Замурованные ворота», так как они были частично закрыты) , Porta Salaria Vetus («Старые Порта Салария», так как через них проходила старая Соляная дорога (Via Salaria). В VII веке возникло название Porta Portitiana или Porta Porciniana.

## История

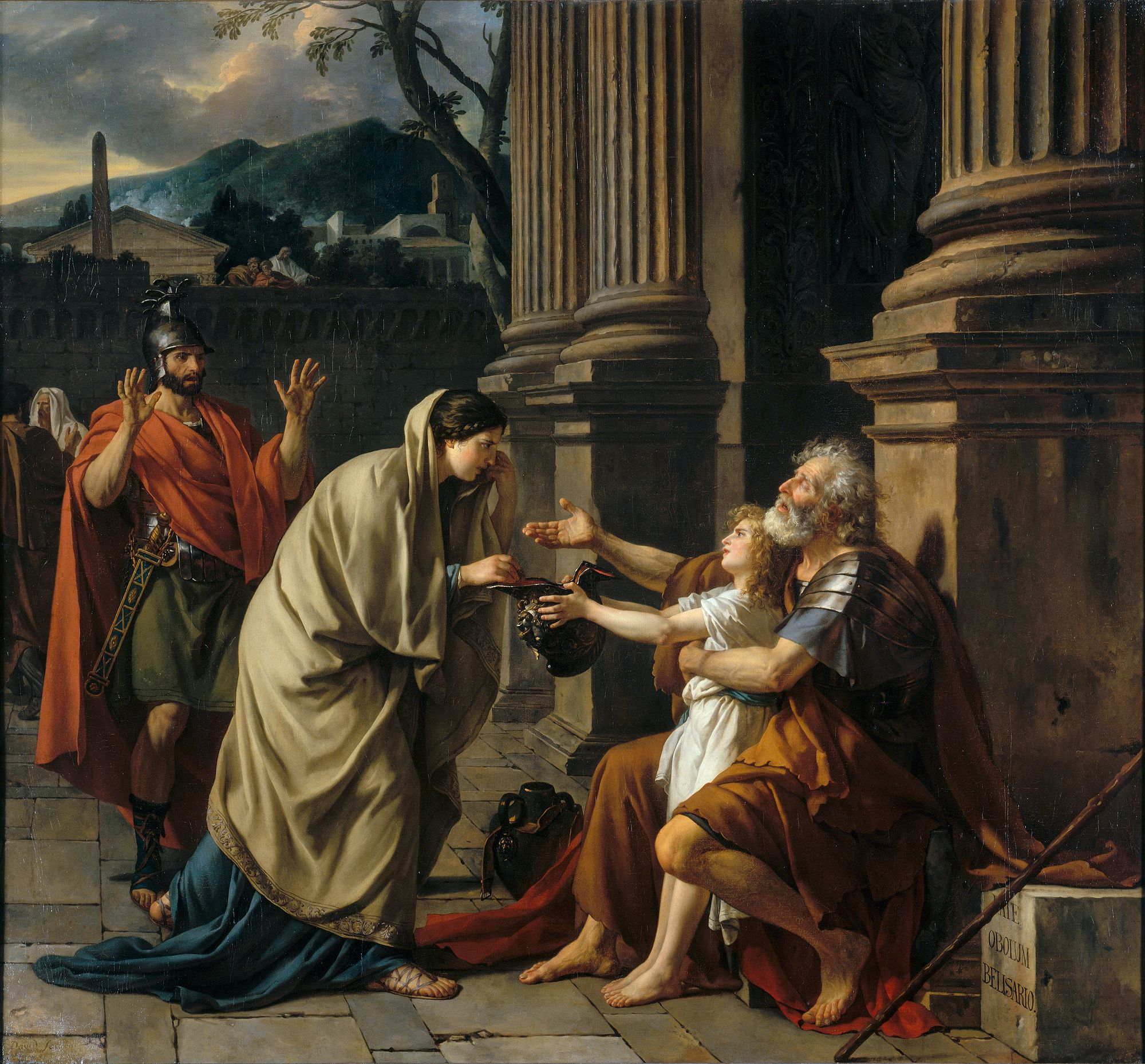
Ж. Л. Давид. Велизарий, просящий подаяние. 1781. Холст, масло. Дворец изящных искусств, Лилль

Средневековая народная традиция дала этому сооружению название «Ворота Велизария» (Porta Belisaria). Согласно легенде Велизарий, византийский военачальник времён императора Юстиниана Великого, который защищал в этом месте Рим от варваров, позднее старый и слепой, просил милостыню возле ворот, справа от которых в начале XIX века всё ещё можно было разглядеть средневековую процарапанную надпись, ныне исчезнувшую: «Date obolum Belisario» (Подайте Велизарию). Эта история фантастична, прежде всего потому, что Велизарий умер в богатстве и не в Риме, а в Константинополе. Единственным, что могло бы объяснить такое название, является тот факт, что Велизарий, возможно, располагался своей ставкой недалеко от ворот.
Ворота были построены во время работ по укреплению стены Аврелиана в 401—403 годах. При императоре Гонории (395—423) ворота были укреплены, расширены уже существовавшие стены с потерной (тайной подземной галереей). Башня справа получила полукруглую форму, а вторая была достроена, кирпичные ворота были облицованы травертином. Ворота не являлись главными в городе, в VIII—IX веках их замуровали из-за слишком узкого проёма.
До наших дней сохранились греческие кресты, выгравированные на замковых камнях арки, что может быть действительно связано с успешной защитой Рима весной 537 года Велизарием, который с несколькими тысячами человек одержал победу над Витигесом во главе ста пятидесяти тысяч готов (цифра вероятнее всего завышена).
Этот сюжет пережил своё время и нашёл отражение во многих произведениях искусства, например, в картине Жака Луи Давида «Велизарий, просящий подаяние».
Вновь ворота закрывались в 1808 году, а через 80 лет — в 1887 были опять открыты. Два боковых прохода были сделаны позднее, а основной проход был размурован только в XX веке для восстановления исторического вида памятника.

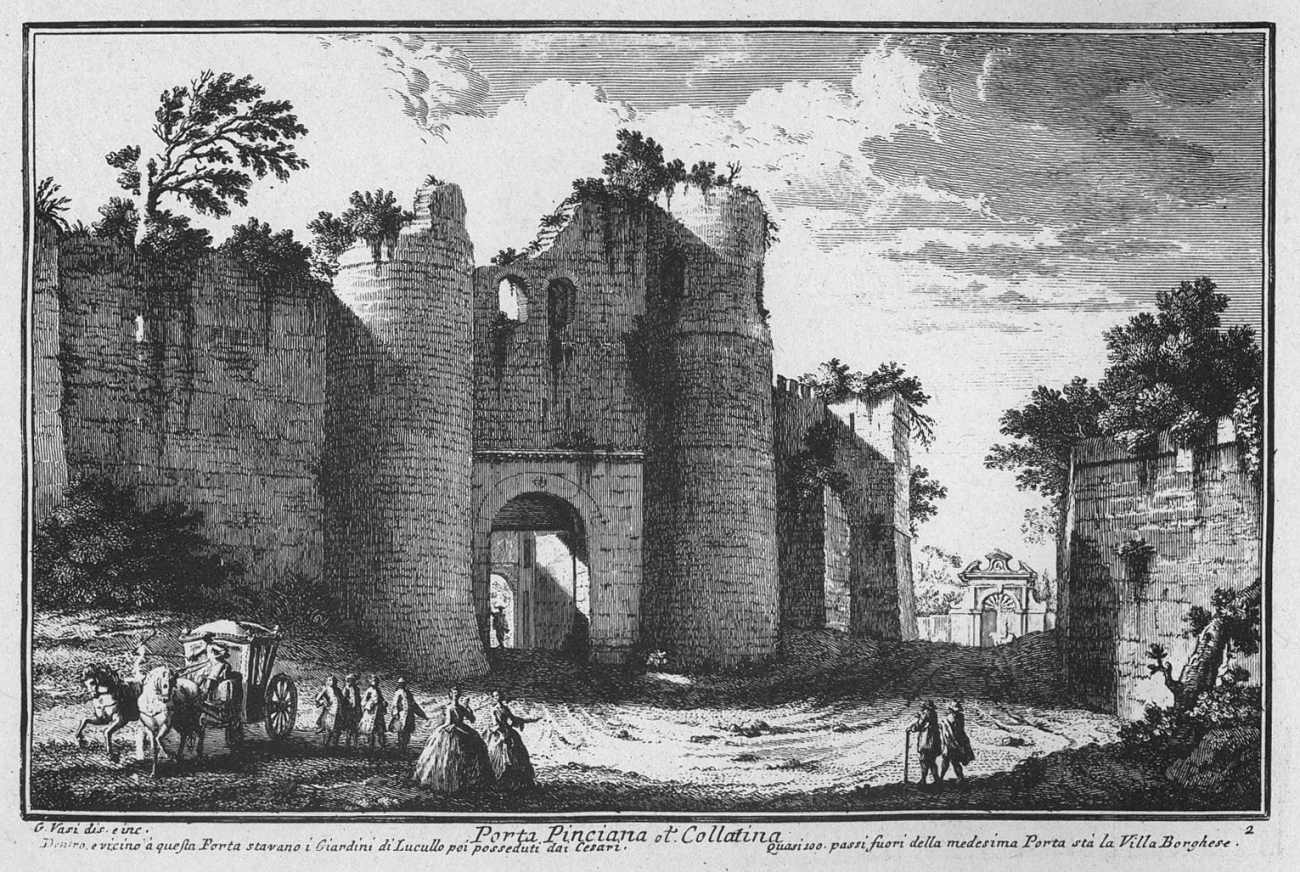
Дж. Вази. Порта Пинчина. 1747. Офорт
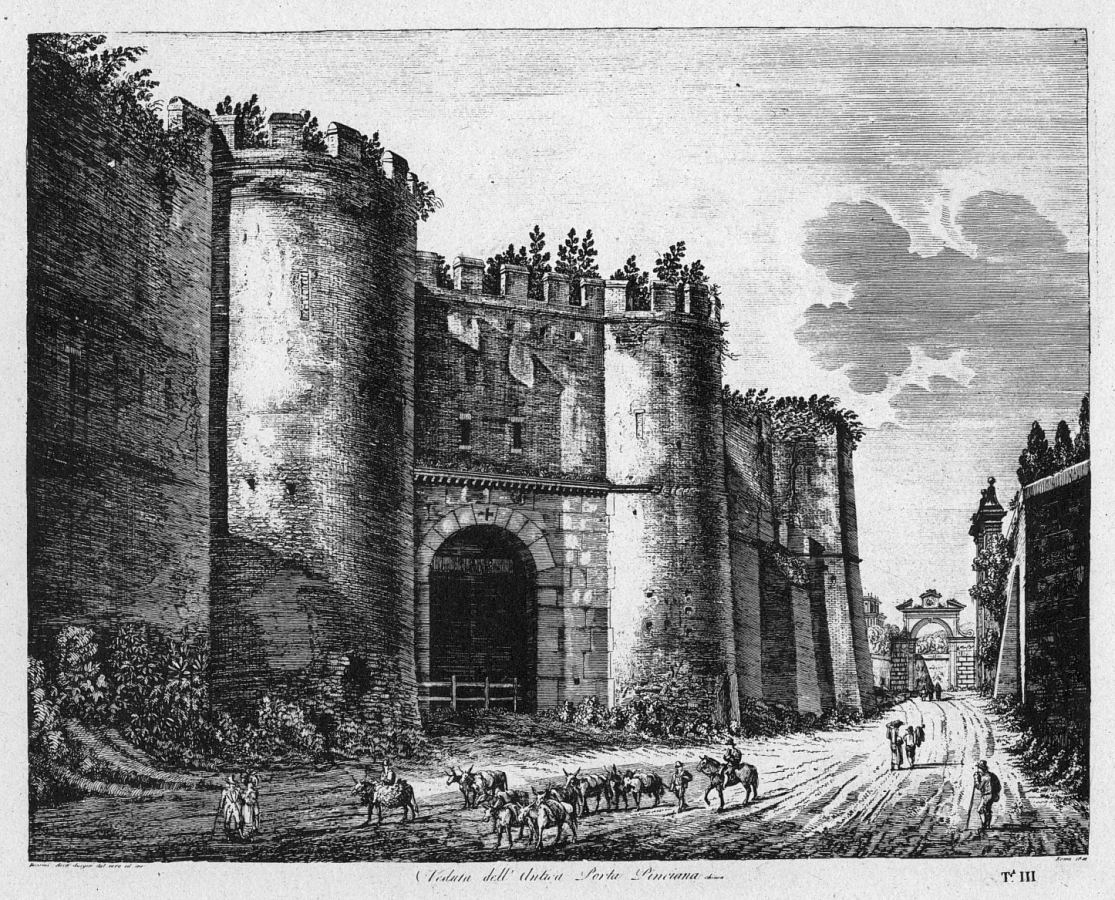
Л. Россини. Порта Пинчиана. Между 1818 и 1835. Офорт
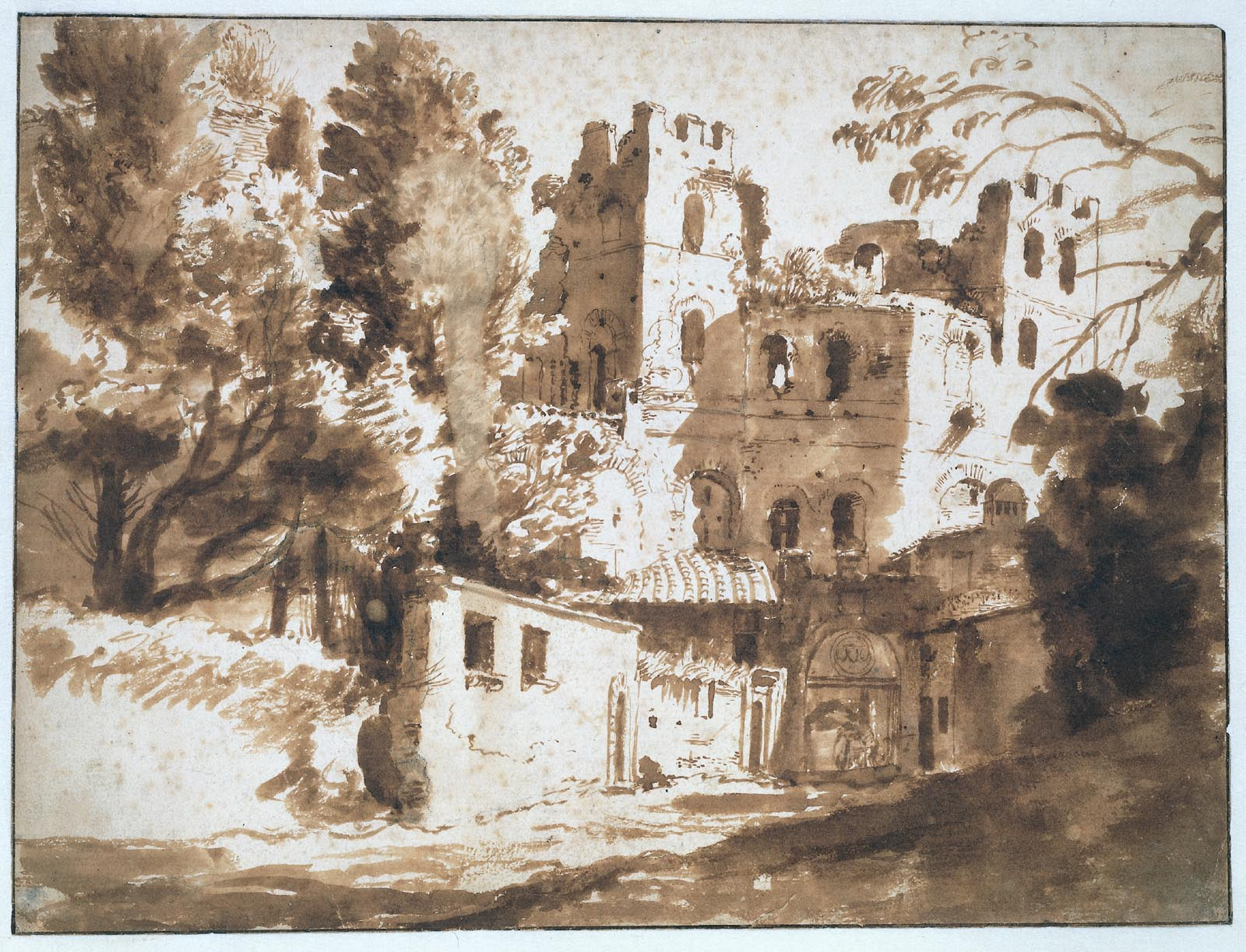
Г. ван Сваневельт. Порта Пинчиана. Между 1630 и 1640. Бумага, кисть, сепия
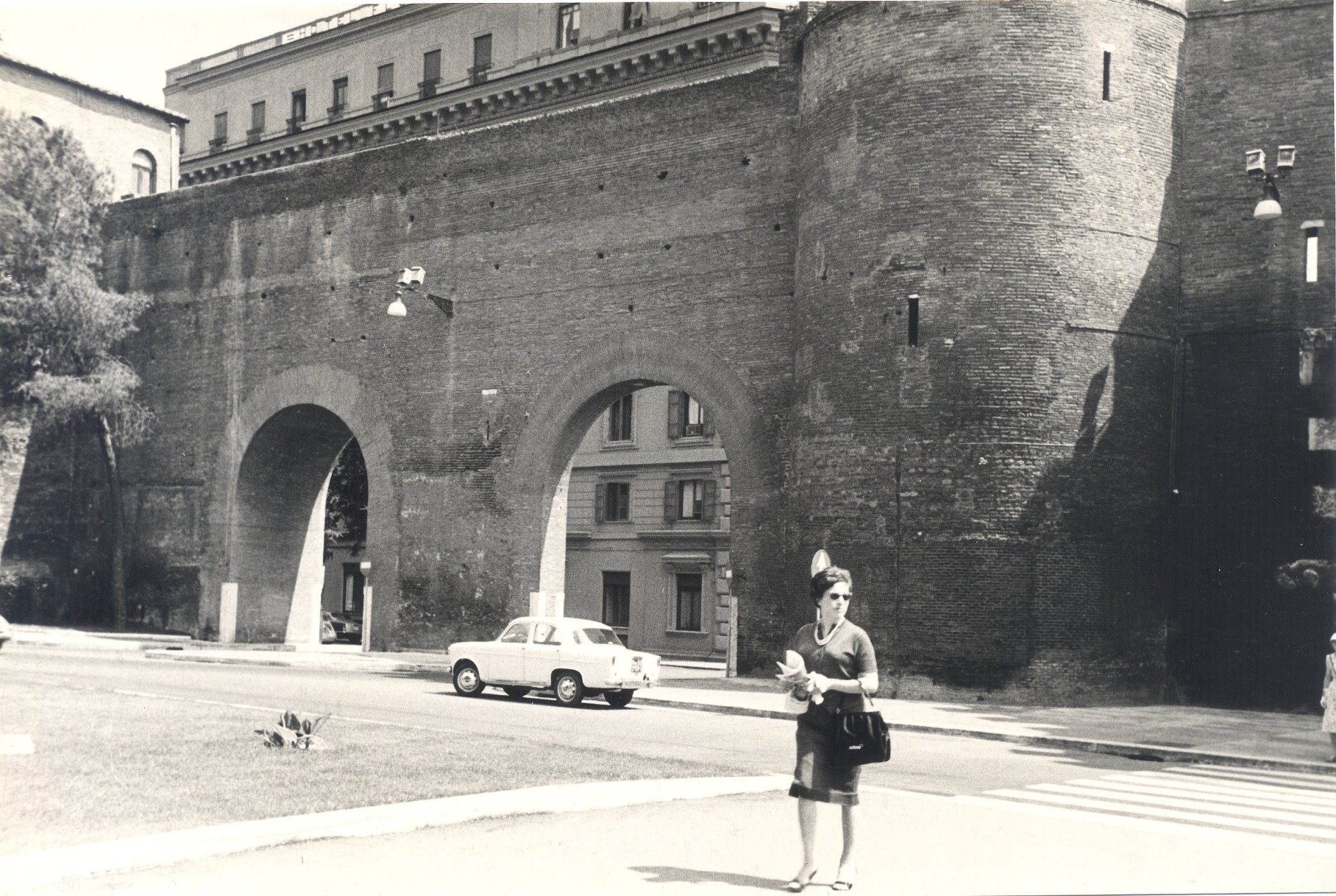
Центральная часть Порта Пинчиана в 1961 году. Вид с севера
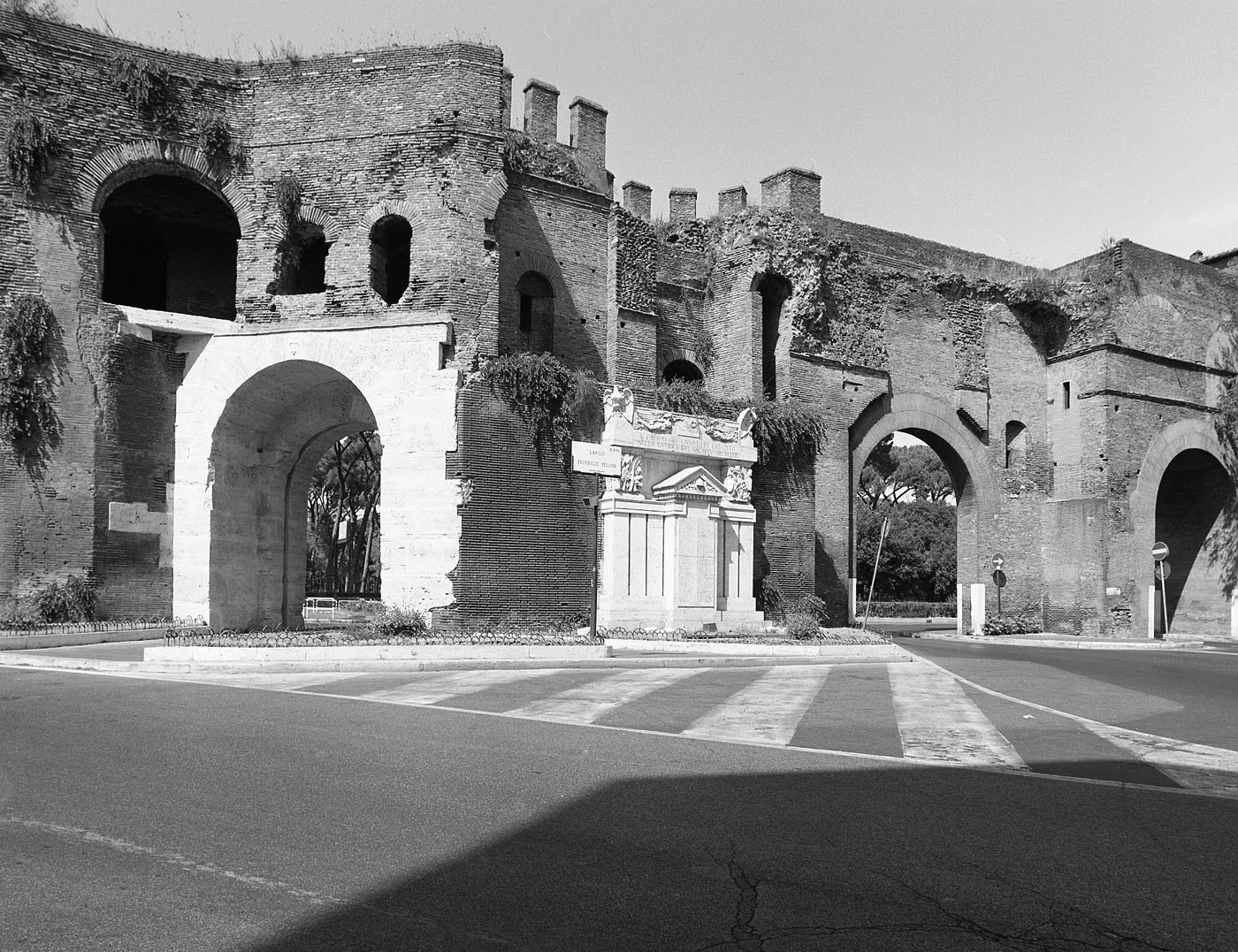
Порта Пинчиана. Вид с юга. Фотография 2011 г.